# Ilias Joanu
Ilias Joanu (gr. Ηλίας Ιωάννου, Ilias Ioannou; ur. 24 lutego 1966) – cypryjski judoka, olimpijczyk.
Wystartował na igrzyskach olimpijskich w Seulu (1988) i w Barcelonie (1992). Na obu, odpadał w drugiej rundzie w zawodach w wadze półlekkiej.